# 華嚴寺 (京都市)
華嚴寺（日语：華厳寺）是位在日本京都府京都市西京區的臨濟宗寺院。山號「妙德山」（日语：／）。本尊大日如來、開基（創立者）為鳳潭。由於該寺飼有鈴虫，一年四季都可聽到鈴虫鳴叫，所以別稱「鈴虫寺」（日语：／）。

## 歷史
享保8年（1723年），知名學僧鳳潭有志於復興華嚴宗，遂創立華嚴寺。慶應4年（1868年），慶嚴入寺，改從臨濟宗。
該寺所在地是最福寺的舊址。最福寺是平安時代末期，源義家的後裔延朗上人建立的，現在華嚴寺東邊的有稱為的小堂，是最福寺的遺跡。

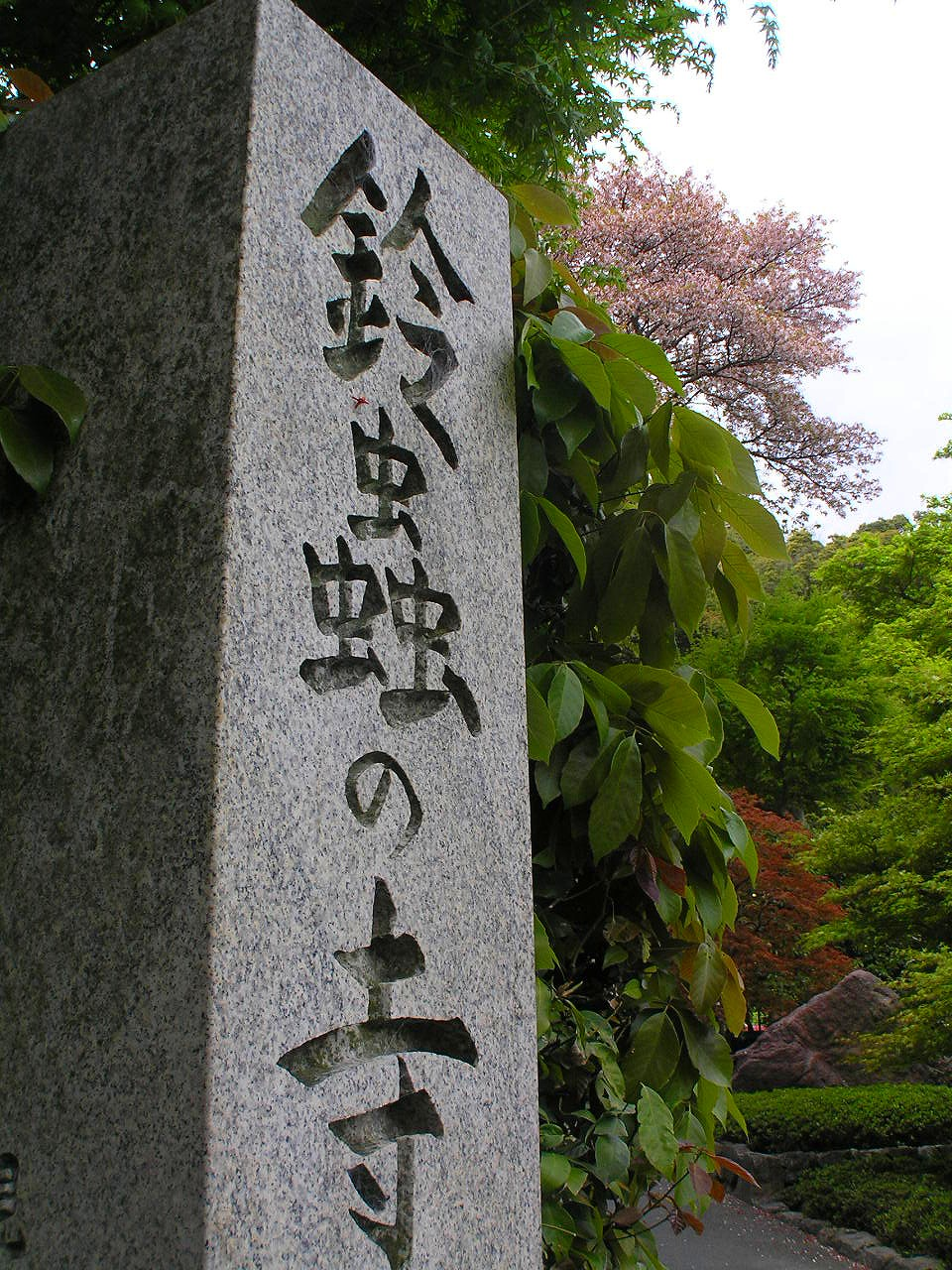
「鈴蟲之寺」
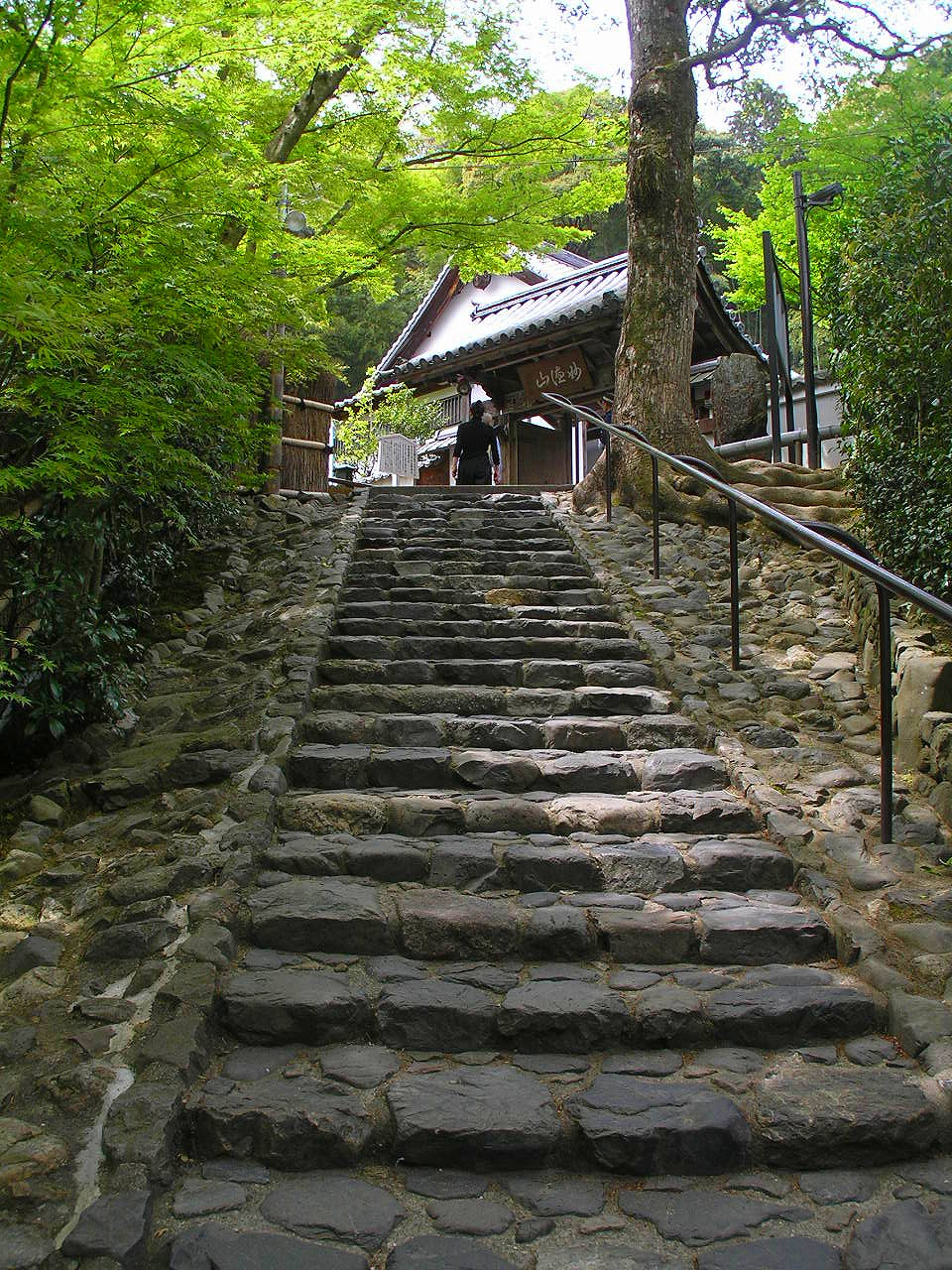
步向華嚴寺的石階

## 交通
- 自阪急嵐山線松尾大社站徒步20分可抵達

## 周邊
- 西芳寺（苔寺）
- 嵐山

## 外部連結
- （日語） 鈴虫寺官方網站 （页面存档备份，存于）